# Hejdyk
Hejdyk (niem. Heydik, 1938–1945 Heidig) – wieś w Polsce położona w województwie warmińsko-mazurskim, w powiecie piskim, w gminie Pisz.

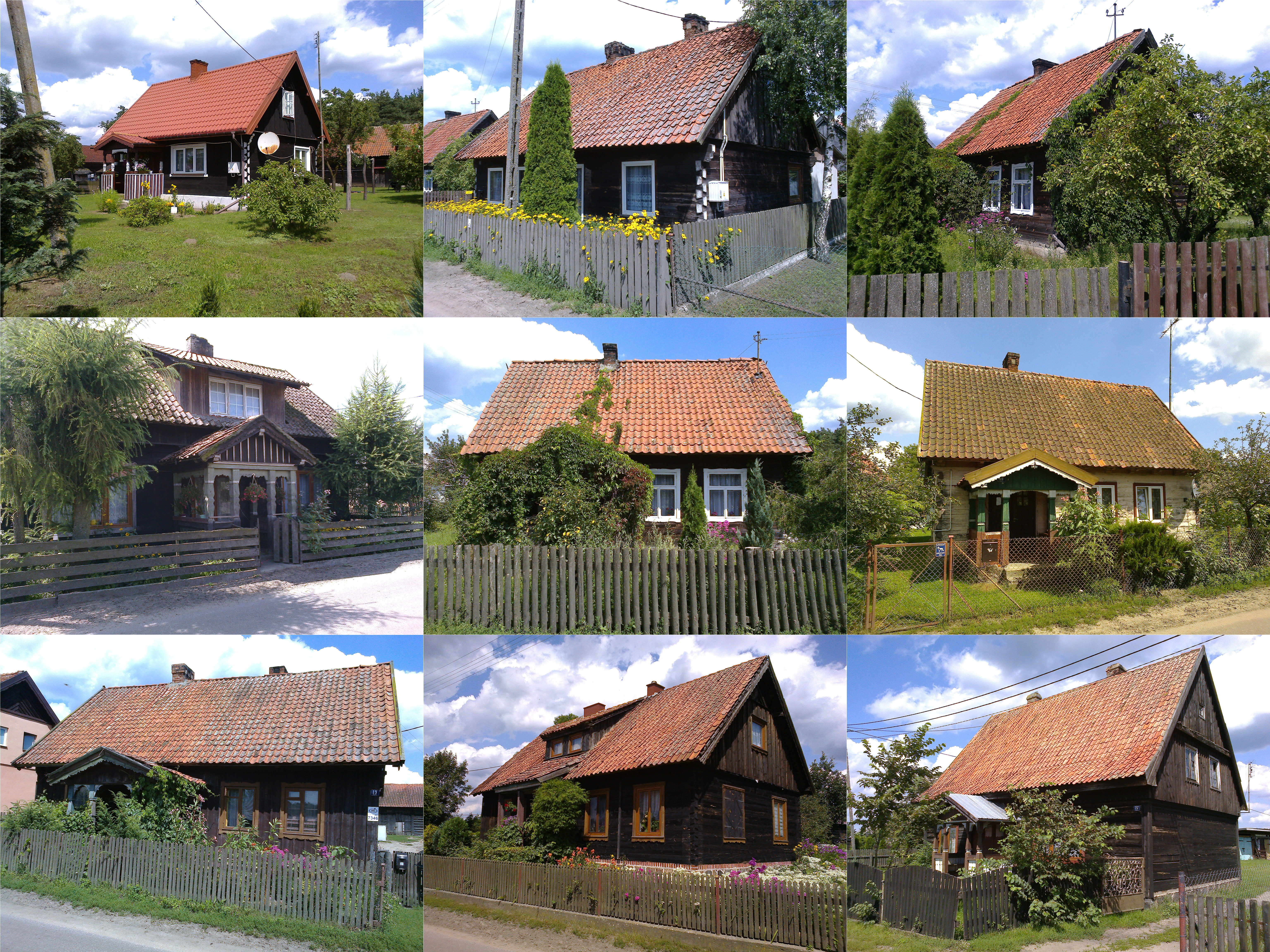
Hejdyk – drewniane chaty

Miejscowość jest siedzibą sołectwa. Według podziału administracyjnego obowiązującego do 1998 roku należała do województwa suwalskiego.
Hejdyk został założony w 1758 roku. We wsi o typie ulicówki do czasów współczesnych zachowała się zabudowa drewniana.